# Khướu hông đỏ
Khướu hông đỏ, tên khoa học Cutia, là một chi chim trong họ Leiothrichidae.

## Các loài
Trong một thời gian dài, chi này chỉ ghi nhận một loài duy nhất là C. nipalensis. Ngày nay, các nhà sinh vật học đã tách thành 2 loài riêng biệt:
- Cutia legalleni: Khướu hông đỏ Việt Nam
- Cutia nipalensis: Khướu hông đỏ Himalaya